# گائل بلوین
گائل بلوین (انگلیسی: Gaëlle Blouin؛ زادهٔ ۱۴ اوت ۱۹۷۲) بازیکن فوتبال اهل فرانسه است.
از باشگاه‌هایی که در آن بازی کرده‌است می‌توان به باشگاه فوتبال تولوز اشاره کرد.
وی همچنین در تیم ملی فوتبال زنان فرانسه بازی کرده‌است.